# Grand Slang
Grand Slang es una tipografía caligráfica sans-serif. Fue creada por el diseñador gráfico alemán Nikolas Wrobel y publicada el 1 de septiembre de 2019 por la empresa desarrolladora de tipografías Nikolas Type.
La inspiración para el diseño de Grand Slang proviene de la caligrafía estadounidense del siglo XX, así como del trabajo de los calígrafos estadounidenses Oscar Ogg y William Addison Dwiggins. También se basa en la colección personal del diseñador y en letreros que aparecen en películas estadounidenses de las décadas de 1940 y 1950.
La tipografía combina características de los estilos Antiqua y Grotesk, fusionando la caligrafía a mano con formas geométricas limpias. Exhibe un equilibrio entre estabilidad y flexibilidad, incluyendo más de 310 glifos que contienen letras minúsculas y mayúsculas, números, signos de puntuación, acentos, diacríticos, ligaduras y símbolos.
El nombre, Grand Slang, está compuesto por las palabras grand (magnífico) y slang (argot) de la lengua inglesa. En el argot estadounidense y británico, la palabra grand se refiere a un conjunto de mil dólares o libras esterlinas.
Grand Slang está disponible para descarga digital en formatos de archivo OpenType y Web Open Font Format, siendo adecuado para diseño gráfico, diseño web, aplicaciones y libros electrónicos.
Es compatible con una variedad de idiomas europeos basados en el alfabeto latino y se distribuye bajo una licencia de software propietaria, restringiendo el uso y la redistribución de acuerdo con los términos establecidos en la licencia de software.